# Melchior Schildt
Melchior Schildt (født 1592 eller 1593 i Hannover, død 22. maj (eller 18. maj) 1667 samme sted) var en tysk komponist og organist af den nordtyske orgelskole.

## Liv og gerning
Både bedstefaderen Gerdt, og faderen, Antonius Schildt, var organister i Hannover og sidstnævnte var i 1596 en af 53 organister og musikere, der blev indkaldt for at prøve det store orgel i slotskirken i Groningen.

### Tidlige år
Efter oprindelig at have studeret musik i Hanover hos sin fader og Andreas Crappius rejste han i december 1609 til Amsterdam for at studere hos Jan Pieterszoon Sweelinck, hos hvem han formodentlig forblev indtil 1612. Hvad der skete ham de følgende år er ukendt. I årene 1623-26 var han organist ved Mariekirken i Wolfenbüttel og efter 1629 indtil sin død virkede han ligeledes i Hannover. 

### Første ophold i Danmark
Fra den 10. juli 1626 til den 2. maj 1629 havde han tjeneste hos Christian IV af Danmark som lærer for de kongelige børn på Dalum. Da han ankom til Dalum kloster var ingen af de kongelige forældre tiilstede: Christian IV førte krig i Tyskland, og Kirsten Munk var på Haderslevhus, hvor hun fødte tvillingerne Christiane og Hedvig. En kvittering viser, at de indkøb af udstyr til de kongelige børns musikinstrumenter i 1626 og 1627 er blevet godtgjort fra den kongelige kasse. Da børnene blev bragt i sikkerhed under Wallensteins besættelse af Jylland, fulgte Schildt med til København i efteråret 1627. De børn, som således fik undervisning, skal have været Anne Cathrine, Sophie Elisabeth og Leonora Christina. Den yngre Valdemar Christian har næppe været gammel nok til at få undervisning. Af disse blev Sophie Elisabeth og Valdemar Christian i 1627 sendt til Holland og vendte først hjem i 1629. Anne Cathrine og Leonora Christina kom til København, men i maj 1628 sendes også Leonora Christina til Holland, så sandsynligvis kun Anne Cathrine har modtaget musikundervisning af Schildt.
Da Schildt forlod Danmark, havde han en anbefaling fra Christian IV med, dateret "2. May 1629".

### Andet ophold i Danmark
Schildt har øjensynligt været i Danmark igen i 1634, formentlig i forbindelse med Det store bilager. Et musikhåndskrift fra Clausholm har betegnelsen: "Hafniæ. Melcher Schilt. Anno 1634. 8. juli". Det er muligt, at Schildt har opholdt sig 3-4 måneder i landet op til selve festlighederne, men nærmere oplysninger foreligger ikke.

### Senere år
Efter faderens død i 1629 overtog Melchior Schildt embedet som organist ved Marktkirche i Hannover. Han døde den 22. maj 1667 som organist ved Sankt Jacobs & Georgs Kirken i Hannover, angiveligt 75 år gammel.

## Værker
Han har efterladt sig kun få, men værdifulde kompositioner for orgel og for klaver, deriblandt manuskript på Det Kongelige Bibliotek i København.
Sämtliche Orgelwerke (samlede orglværker) redigeret af Klaus Beckmann er udgivet af Schott (Mainz 2003. ISMN: M 001-13431-6) som vol. 5 i serien Meister der norddeutschen Orgelschule. Den indeholder følgende:
- Herr Christ, der einig Gottessohn
- Herzlich lieb hab' ich dich, o mein Herr[12]
- Magnificat, primi modi
- Praeambulum g-Moll
- Praeambulum G-Dur
- Allein Gott in der Höh' sei Ehr'.